# Porta Reale (Noto)

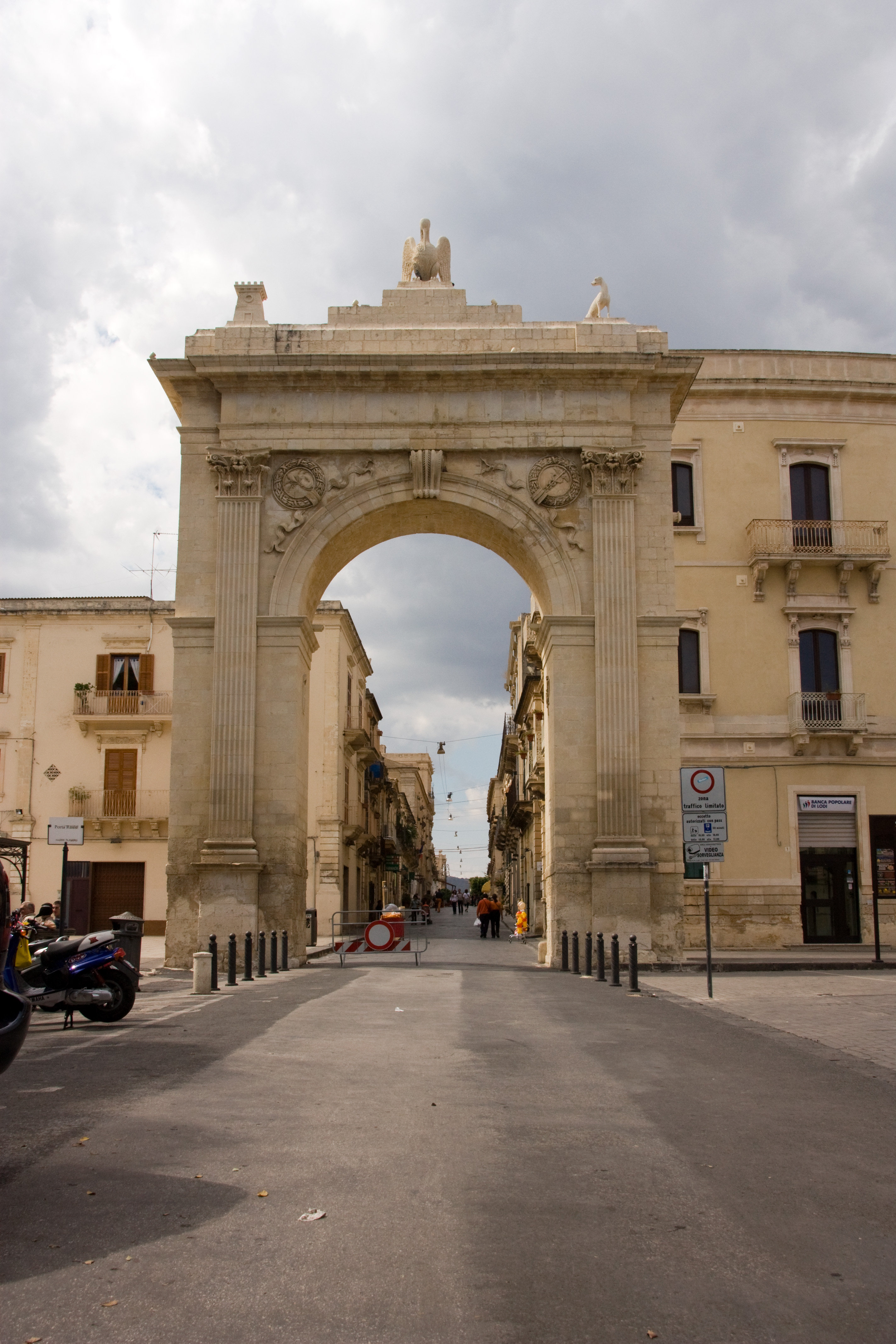
Porta Reale a Noto.

La Porta Reale è il simbolo dell'ingresso nella città di Noto.

## Storia
Il progetto della porta reale ha inizio nel 1838 quando a Noto si venne a sapere della venuta del re Ferdinando II di Borbone detto il re delle due Sicilie.
Inizialmente Noto era separata da un grande vallone melmoso con alberi, al di là del vallone si trovava il convento dei cappuccini. Il progettista dell'opera è il napoletano Angelini che costruì anche la statua di Ferdinando poi diventata monumento dei caduti. Fu completata nello stesso anno con l'aspetto che conserva tutt'oggi.
La piazza della Porta Reale è stata restaurata nell'anno 2014 dall'Amministrazione Comunale che ha intrapreso numerosi progetti di restauro della città riportandola agli antichi splendori.